# Fosso Capecchio
Il  Fosso Capecchio è un torrente lungo circa 27 chilometri che scorre nel Lazio, in provincia di Viterbo, nel territorio dei comuni di Capodimonte e Tuscania.

## Descrizione
Il torrente nasce in zona collinare nel territorio di Capodimonte, da dove scorre fin sotto la rocca tufacea dove sorge Tuscania, per confluire nel fiume Marta nei pressi della località Il Casalino, per un percorso di 27 chilometri.